# سراغة نتنة
السَراغَة النَتِنَة (باللاتينية: Crepis foetida) نوع نباتي يتبع جنس السراغة من الفصيلة النجمية.وهو منتشر على نطاق واسع في معظم أنحاء أوروبا وسيبيريا، فضلا عن كونه يتجانس بشكل متقن في مواقع متناثرة في الولايات المتحدة وأستراليا.
يضم ثلاثة أنوعة هي:
- (باللاتينية: Crepis foetida subsp. glandulosa (C. Presl) Arcang.)
- (باللاتينية: Crepis foetida subsp. rhoeadifolia (M. Bieb.) Čelak.)
- (باللاتينية: Crepis foetida subsp. sitiaca Rech. f.)

## مرادفات للاسم العلمي
- (باللاتينية: Barkhausia foetida (L.) F. W. Schmidt)
- (باللاتينية: Barkhausia zacinthia DC.)
- (باللاتينية: Crepis fallax Boiss.)
- (باللاتينية: Crepis gracilis Lej.)
- (باللاتينية: Crepis interrupta Sm.)
- (باللاتينية: Crepis radicata Sm. [non Forssk. 1775])
- (باللاتينية: Crepis zacinthia (DC.) Nyman [non Crepis zacintha (L.) Loisel. 1807])
- (باللاتينية: Crepis foetida subsp. maritima (Boiss.) Hayek)
- (باللاتينية: Crepis foetida subsp. radicata Nyman, nom. nov.)
- (باللاتينية: Crepis foetida subsp. vulgaris (Bisch.) Babc.)
- (باللاتينية: Crepis foetida subsp. zacinthia (DC.) Hayek)
- (باللاتينية: Crepis foetida var. maritima Boiss.)
- (باللاتينية: Crepis foetida var. vulgaris Bisch.)